# Bronchoconstriction induite par l’effort
La bronchoconstriction induite par l’effort est une forme distincte d’hyperréactivité des voies aériennes. C'est un rétrécissement transitoire des voies aériennes limitant les débits aériens pendant et surtout après l’exercice physique, associé ou non à un asthme.
L’environnement et le niveau d’entraînement (sport avec haut niveau de ventilation ou d’endurance vs sport avec un bas niveau de ventilation) sont essentiels dans son apparition, indépendamment de toute maladie asthmatique.
La bronchoconstriction induite par l’effort est appelée à tort « asthme induit par l’effort », mais ce terme est abandonné car l'exercice n'est pas la cause de l'asthme et n'est qu'un facteur déclenchant de crise. Et ce, d'autant plus que la BIE peut être ou non associée à un asthme. On peut dès lors parler de « bronchoconstriction induite par l’effort avec ou sans asthme ».

## Épidémiologie
La BIE peut survenir chez l’adulte ou l’enfant indépendamment de sa forme physique, ou du niveau de sport pratiqué mais les sports d’endurance sont à plus haut risque de BIE (e.g. cyclisme, course à pied..etc). Sa prévalence est incertaine. Elle est retrouvée chez 10 % des sujets qui ne sont pas connus pour être asthmatiques ou atopiques. Entre 50‑90 % des patients asthmatiques présentent une BIE.
Peu d’études ont étudié la prévalence d’une BIE chez des athlètes non asthmatiques. Indépendamment d’une maladie asthmatique, la BIE est estimée entre 11 et 50 % des athlètes, dépendant du type de sport pratiqué. La prévalence élevée de BIE chez les athlètes de haut niveau peut être en lien avec un environnement spécifique. Par exemple, la prévalence de 11‑29 % d’asthme et BIE chez les nageurs de compétition est associée à des taux élevés de trichloramines dans l’air des piscines intérieures. Dans une étude sur 230 athlètes adolescents 29 % des sujets sans antécédent de BIE préalablement connue présentaient une diminution de 15 % de leur volume expiratoire maximal en 1 seconde après un test d’effort. Une autre étude sur 212 sujets pratiquant une activité physique de loisir, 41 (19 %) ont présenté une BIE, alors qu’aucun n’avait d’antécédent personnel d’asthme.

## Physiopathologie
La cause est définie comme un effort traumatisant pour les bronches, c'est-à-dire un effort sollicitant particulièrement les bronches et/ou effectué dans des conditions rendant plus difficile le travail des bronches.
L'effort est typiquement un cardio-training (sollicitant le système cardiaque, en particulier donc la respiration). Les facteurs environnementaux l'aggravant sont le froid, le vent et un milieu peu ventilé. Le froid et le vent favorisent l'inflammation bronchique, accentuant ainsi le risque de crise.
Des crises d'asthme pourraient être facilitées par un stress intense. En effet, le stress a pour effet d'accélérer le rythme cardiaque et de développer un syndrome d'hyperventilation, facilitant ou aggravant l'asthme.
Même si le mécanisme de la BIE n’a pas été établi avec certitude, il est clair que les pertes thermiques et hydriques au niveau de la muqueuse bronchique lors de l'hyperventilation jouent un rôle particulier dans la genèse de la BIE. En effet, en les prévenant, on arrive à la diminuer considérablement voire à s'en débarrasser.
Des phénomènes thermiques et osmotiques semblent coexister. L’inhalation d’un air froid et sec en hyperventilation et l'insuffisance de son réchauffement induisent une vasoconstriction puis une vasodilatation compensatrice responsable d'un œdème de la paroi bronchique, en particulier à l'arrêt de l'exercice. Il existe en parallèle une déshydratation des voies aériennes qui est responsable d'une hyperosmolarité bronchique favorisant la libération de médiateurs inflammatoires (histamine, IL-8, prostaglandines et leucotriènes..) induisant la bronchoconstriction et un œdème inflammatoire à prédominance neutrophile ou mixte neutrophile-éosinophile.

## Clinique
Les symptômes sont variables et peu spécifiques mais sont principalement
- Une toux parfois productive,
- Des sibilances,
- Une dyspnée,
- et/ou une oppression thoracique.

Moins fréquemment, la BIE peut se manifester par un bronchospasme sévère et une insuffisance respiratoire.
Des signes plus subtils de BIE incluent une fatigue dans un environnement spécifique (par exemple, piscine ou patinoire), ou une mauvaise performance malgré un bon entraînement.
Toutefois une dyspnée ou une respiration sifflante à l'exercice peuvent être associés à l'obésité, un manque de condition physique ou chez des patients avec des comorbidités ou des atteintes particulières comme l'obstruction laryngée induite par l'exercice. Cela implique une démarche diagnostique de BIE bien définie.
Si un prurit, une urticaire ou des réactions systémiques sont associés à des symptômes de BIE, le diagnostic d’urticaire ou d’anaphylaxie induite par l’effort doivent être évoqués.
Les symptômes surviennent typiquement après une période modérée d’efforts très intenses. La symptomatologie devient maximale quelques minutes après l’arrêt de l’effort et peut persister de façon significative pendant 90 minutes en l’absence de traitement bronchodilatateur. Même en l’absence de traitement spécifique, beaucoup d’athlètes vont spontanément s’améliorer dans les 20‑60 minutes après interruption.
Un épisode de BIE est suivi par une période réfractaire d'une à 3 heures durant laquelle un deuxième épisode est responsable de symptômes moins importants chez environ 50 % des patients.
La symptomatologie respiratoire est mal corrélée à la positivité d’une bronchoconstriction lors d’un test d’effort.